# Vojarna Rainer u Sinju
Vojarna Rainer u gradu Sinju, ul. Domovinskog rata, predstavlja zaštićeno kulturno dobro.

## Opis dobra
Nekadašnja vojarna Rainer za domobranstvo, u Ulici Domovinskog rata u Sinju, iz 1901.g. monumentalan je primjer vojne arhitekture iz perioda druge austrijske uprave. To je dvokatnica pravokutnog izduženog simetričnog tlocrta s tri istaknuta krila na sjeveru, građena od kamena i žbukana. Krov je višeslivan s kamenim profiliranim vijencem i pokrovom valovitog salonita. Otvori pročelja su drveni, uokvireni kamenim pragovima. Ulazni portal u sredini južnog pročelja, te otvori vertikalne osi portala i 1. kata, naglašeni su stilskim elementima. Zgrada ima predvrt i okruženje visokog zelenila. Prema južnoj prometnici ograđena je kamenim zidom sa stupovima, te ogradom i vratima od kovanog željeza.

## Zaštita
Pod oznakom Z-6987 zavedena je pod vrstom "nepokretno kulturno dobro - pojedinačno", pravna statusa zaštićena kulturnog dobra, klasificirano kao "javne građevine".